# Arcahaie Football Club
O Arcahaie Football Club é um clube de futebol haitiano com sede em Arcahaie. Atualmente, a equipe disputa o Campeonato Haitiano de Futebol.